# Dendrobium cyclolobum
Dendrobium cyclolobum är en orkidéart som beskrevs av Rudolf Schlechter. Dendrobium cyclolobum ingår i släktet Dendrobium, och familjen orkidéer. Inga underarter finns listade i Catalogue of Life.